# Narve Bonna
Pour les articles homonymes, voir Bonna (homonymie).
Narve Bonna, né le 16 janvier 1901 et mort le 2 mars 1976, est un sauteur à ski norvégien.

## Palmarès

### Jeux olympiques
| Épreuve / Édition | Chamonix 1924 |
| Individuel        | Argent        |